# Caíco
Pour les articles homonymes, voir Caico (homonymie).
Aírton Graciliano dos Santos dit Caíco est un footballeur brésilien né le 15 mai 1974 à Porto Alegre.